# خرفخانه‌های چرکه گارزه
خرفخانه‌های چرکه گارزه مربوط به دوره ساسانیان است و در شهرستان بوانات، بخش سرچهان، دهستان سرچهان، روستای چرکه گارزه، جنوب کوه‌های آقا حسین واقع شده و این اثر در تاریخ ۲۸ شهریور ۱۳۸۶ با شمارهٔ ثبت ۱۹۷۳۲ به‌عنوان یکی از آثار ملی ایران به ثبت رسیده است.